# Niagara Falls (Ontario)
Niagara Falls (en español: Cataratas del Niágara) es una ciudad canadiense en la orilla oeste del río Niágara. Pertenece a la Municipalidad Regional de Niágara (Canadá).
Es una ciudad fronteriza con Estados Unidos, en ella se encuentran las famosas cataratas del Niágara, que la separan de su ciudad homónima en el Estado de Nueva York. En el censo de 2011 tenía 82.997 habitantes.
Aquí se localiza la famosa Torre Skylon, con sus vistas a las cataratas.